# Миусы

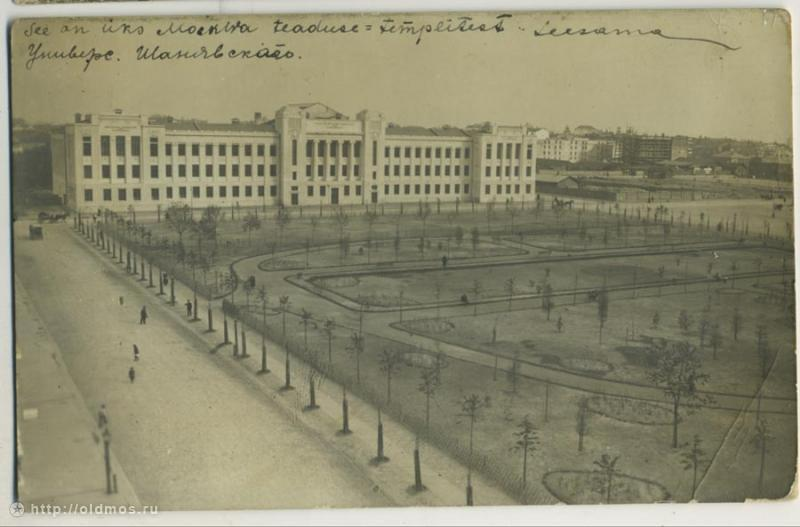
Народный университет А. Л. Шанявского, Миусская площадь, 1912 г.

Миу́сы — исторический район Москвы между 1-й Тверской-Ямской, Лесной, Новослободской, Долгоруковской улицами и Оружейным переулком.

## История названия
Существует несколько версий происхождения названия местности. Согласно одной, Миусы получили название по протекавшей поблизости речке Миус. Другая версия связана с Петром I, при котором территория была занята складом строительных материалов для сооружения «Миюсской гавани» в устье реки Миус на Азовском море. Существует также легенда, согласно которой Миусскую площадь назвали так потому, что в 1673 году на ней казнили разбойника Миуска, сторонника Степана Разина. Также ряд исследователей утверждает, что название площади произошло от тюркского слова «миус», что переводится как «мыс», а также «угол».

## История
Первое упоминание Миус относится к XVII веку, когда на этом месте находилось Ямское поле.
В XVIII веке Миусы вошли в черту города и были заняты лесными складами. На планах города Москвы 1739 года на этой территории значились пахотные поля, зажатые между Новослободской и Тверской-Ямской улицами. Эта территория была похожа на пустырь, который протянулся от Оружейного переулка к Камер-Коллежскому валу. Застройка района началась только в XIX веке, стали появляться склады, коптильни, свинарники, кожевенные заводы. В 1771 году во время чумной эпидемии было построено Миусское кладбище. Район получил дурную славу и звание неблагоприятного.
В 1874 году на  Миусах появились кузницы, конюшни и мастерские, был построен  Миусский трамвайный парк.
В 1880—1890-х годах власти города начали благоустройство территории, стали строить доходные дома, вдоль улиц высадили деревья, в центре района, на Миусской площади, разбили сквер. 
В начале XX века на территории Миус было решено построить храм в честь отмены крепостного права. Место для будущей закладки собора Александра Невского освятили в 1904 году, однако начавшаяся революция приостановила начало строительства. Закладку храма удалось провести только в 1913 году, к 1915 году был возведён нижний этаж, где начались богослужения пока храм ещё возводился. Собор возвели к 1917 году, оставалось только завершить внутреннюю отделку, однако Февральская революция и последовавшая за ней Гражданская война помешали этому. В советское время собор был разобран, а на площади в 1960 году по проекту архитекторов Ю.Шевердяева и К.Шехояна возвели Дом Пионеров Фрунзенского района. Информация о том, что при постройке был использован фундамент храма — городская легенда. 
Во время революции 1905 года на территории Миус находились баррикады.
В 1903 году в Миусах  было построено Московское промышленное училище и Училище для ремесленников имени Шелапутина (оба входят ныне в состав комплекса РХТУ), в 1912 году  был построен Московский народный университет им. Шанявского, в 1913 году - Миусский училищный дом и Археологический институт.